# Traité de Vienne (1656)
Pour les articles homonymes, voir Traité de Vienne.
Le traité de Vienne, signé le 1er décembre 1656, visait à la création d'une alliance austro-polonaise pendant la première guerre du Nord. L'empereur Ferdinand III de Habsbourg a accepté d'entrer en guerre aux côtés du camp anti-suédois et de soutenir le roi polonais Jean II Casimir avec 4 000 hommes. Le traité était cependant insatisfaisant pour Jean II Casimir, qui aurait espéré une aide plus substantielle ; et d'autant plus inutile que Ferdinand III mourut trois jours après sa signature. Une alliance similaire, mais plus efficace, fut finalement conclue par le successeur de Ferdinand III, Léopold Ier, en vertu du traité de Vienne de 1657.